# أونا مانسون
أونا مانسون (بالإنجليزية: Ona Munson) (و. 1903 – 1955 م) هي ممثلة أفلام، وممثلة مسرحية، وممثلة تلفزيونية، ومغنية أمريكية، ولدت في بورتلاند، أوريغون، توفيت في نيويورك، عن عمر يناهز 52 عاماً، بسبب جرعة زائدة.

## التعليم
تعلمت في مدرسة كاتلين جابل ‏
.

## وصلات خارجية
- أونا مانسون على موقع IMDb (الإنجليزية)
- أونا مانسون على موقع روتن توميتوز (الإنجليزية)
- أونا مانسون على موقع ألو سيني (الفرنسية)
- أونا مانسون على موقع أول موفي (الإنجليزية)
- أونا مانسون على موقع قاعدة بيانات برودواي على الإنترنت (الإنجليزية)
- أونا مانسون على موقع قاعدة بيانات الأفلام السويدية (السويدية)
- أونا مانسون على موقع إن إن دي بي (الإنجليزية)
- أونا مانسون على موقع ديسكوغز (الإنجليزية)
- أونا مانسون على موقع قاعدة بيانات الفيلم (الإنجليزية)
- أونا مانسون على موقع كينوبويسك (الروسية)